# Комишенко Григорій Васильович
Григорій Васильович Комишенко (нар. 10 березня 1972, Жданов) — український борець греко-римського стилю, представник легкої і напівлегкої вагових категорій. Виступав за збірну України з боротьби в період 1992—2003 років, чемпіон Європи, володар Кубка світу, переможець багатьох турнірів національного та міжнародного значення, учасник двох літніх Олімпійських ігор. Заслужений майстер спорту України. Заслужений тренер України.

## Біографія
Григорій Комышенко народився 10 березня 1972 року в місті Жданові Донецької області Української РСР. Серйозно займатися боротьбою почав у віці восьми років, проходив підготовку в місцевому борцівському клубі «Гелікон». З 1990 року був підопічним заслуженого тренера Української РСР Геннадія Гавриловича Узуна.
Уперше заявив про себе в 1990 році, коли ще у складі збірної Радянського Союзу завоював бронзову медаль на чемпіонаті світу серед юніорів.
Після розпаду СРСР увійшов до складу національної збірної України, зокрема у 1992 році здобув перемогу на молодіжному чемпіонаті Європи в Угорщині.
Найбільшого успіху в своїй спортивній кар'єрі добився в сезоні 1994 року, коли в напівлегкій ваговій категорії переміг на європейській першості в Афінах, де у фінальному поєдинку взяв гору над чемпіоном світу з Вірменії Агасі Манукяном. У тому ж році став кращим на етапі Кубка світу в Угорщині.
У 1996 році побував на чемпіонаті Європи в Будапешті, звідки привіз срібну нагороду — у вирішальному поєдинку напівлегкої ваги програв росіянину Сергію Мартинову. Завдяки низці вдалих виступів удостоївся права захищати честь країни на літніх Олімпійських іграх в Атланті — в греко-римській боротьбі в категорії до 62 кг посів підсумкове шосте місце.
Продовживши виступати на найбільших міжнародних турнірах, в 1997 і 1999 роках Комишенко боровся на чемпіонатах Європи, виступив на чемпіонаті світу в Анкарі, але потрапити до числа призерів не зміг.
Перебуваючи в числі лідерів борцівської команди України, благополучно пройшов відбір на Олімпійські ігри 2000 року в Сіднеї — цього разу виступав у легкій вазі, розташувавшись в підсумковому протоколі на восьмій позиції.
У 2002 році виступив на європейській першості в Сейняйоки і на світовій першості в Москві, посівши там шосте і шістнадцяте місця відповідно.
Останній раз показав значимий результат на міжнародній арені в сезоні 2003 року, коли став шостим на Гран-прі Німеччини в Дортмунді.
За видатні спортивні досягнення удостоєний почесного звання «Заслужений майстер спорту України».
Завершивши спортивну кар'єру, зайнявся тренерською діяльністю. Протягом багатьох років працював тренером з греко-римської боротьби у маріупольському спортивному клубі «Азовмаш». У 2012 році отримав звання «Заслужений тренер України».